# Euganejczycy
Euganejczycy (łac. Euganei, gr. εὐγενής (eugenēs) 'dobrze urodzeni') – pół-mityczny przeditalski lud zamieszkujący okolice dzisiejszej Werony. Według Tytusa Liwiusza, byli pokonani przez Wenetów i Trojan. Ich potomkowie mieli osiedlić się na zachodnim brzegu rzeki – Athesis (dzisiejszej Adygi), wokół jezior Sebinus, Edrus i Benacus, i zajmowali 34 miasta, którym cesarz August miał przyznać przywileje miast rzymskich.